# Askeptosaurus
Askeptosaurus (gr. "reptil impensable") es un género de saurópsidos talatosaurios representado por una única especie que vivió en el Triásico Medio (hace entre 245-208 millones de años), en lo que hoy es Italia.

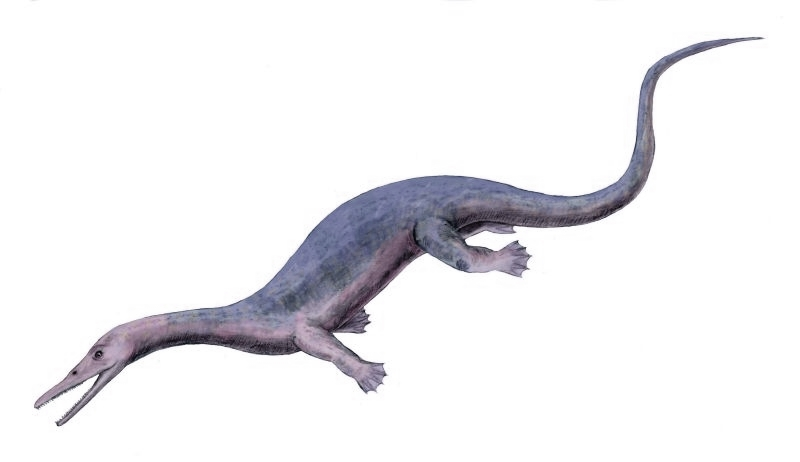
Recreación

## Características
Askeptosaurus fue un reptil de cuello y cola alargados que pudo llegar a medir los dos metros de longitud.

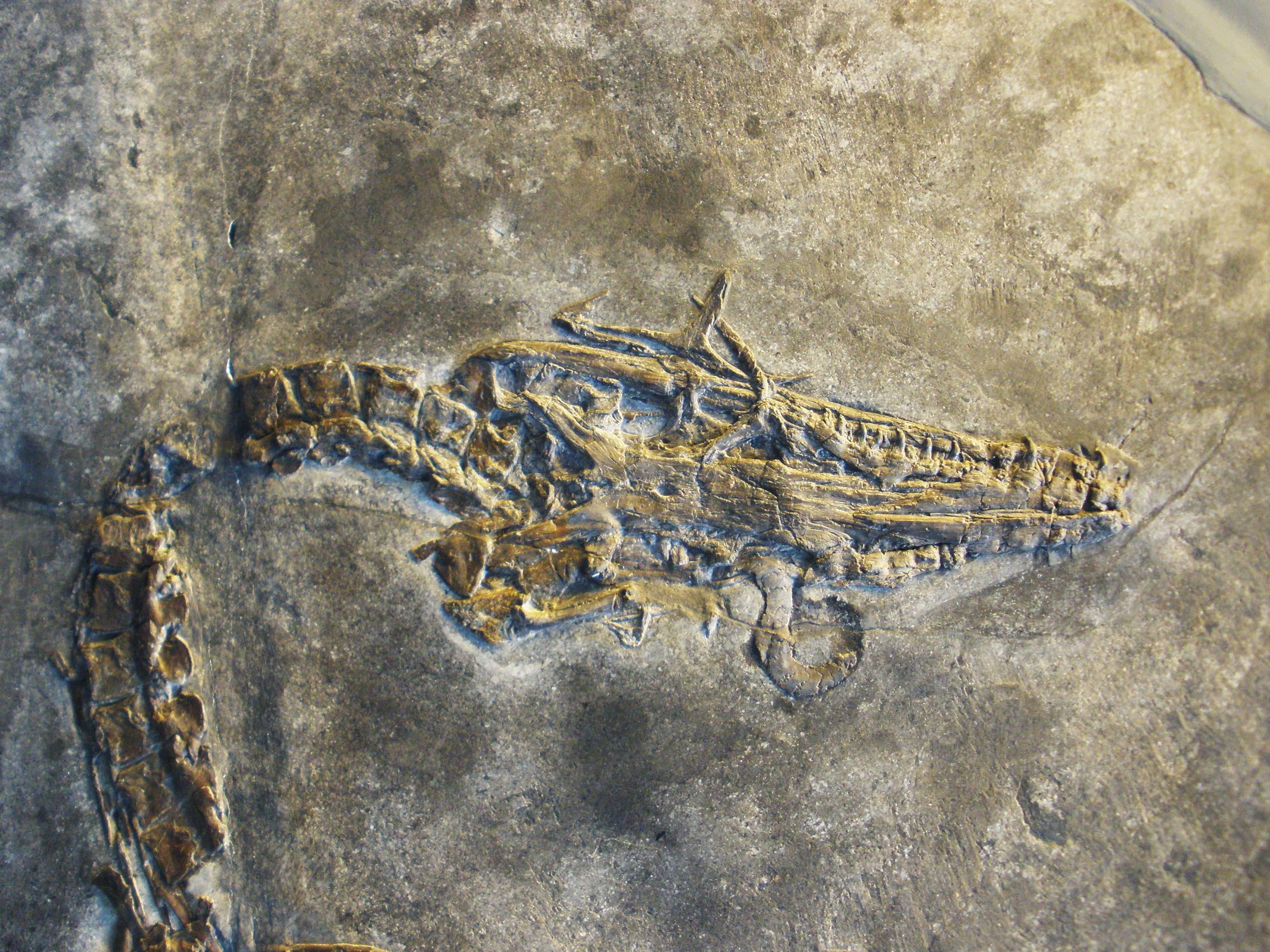
Detalle del cráneo

## Hábitos
Askeptosaurus, como los demás talatososaurios, estaba adaptados a la vida marina. Tenía el cuerpo delgado, la cola extremadamente larga y los pies anchos y palmeados. El Askeptosaurus tal vez nadaba ondulando su cuerpo y aceleraba con las patas en forma de remo.

## Alimentación
Las largas mandíbulas que tenía el Askeptosaurus tenían numerosos dientes agudos, ideales para atrapar animales como peces.

## Familia
Basados en anatomía comparada, Askeptosaurus probablemente estaba emparentado con los antepasados de los lagartos, un grupo de animales que evolucionó para vivir en ambientes marinos.
Askeptosaurus probablemente cazaba en aguas profundas, debidfo a que tenía grandes ojos acondicionados a ambientes de luz escasa. Como los ictiosaurios, también tenía un anillo óseo protector (anillo esclerótico) alrededor de los ojos, lo cual pudo haber evitado que estos colapsaran bajo la inmensa presión del agua a grandes profundidades.